# Hallescher Fußball-Club 2018-2019
Questa voce raccoglie le informazioni riguardanti l'Hallescher Fußball-Club nelle competizioni ufficiali della stagione 2018-2019.

## Stagione
Nella stagione 2018-2019 l'Hallescher, allenato da Torsten Ziegner, concluse il campionato di 3. Liga al 4º posto.

## Rosa
| N. |                     | Ruolo | Calciatore         |
| -- | ------------------- | ----- | ------------------ |
| 1  | Germania (bandiera) | P     | Kai Eisele         |
| 2  | Germania (bandiera) | D     | Tobias Schilk      |
| 3  | Germania (bandiera) | D     | Niklas Kastenhofer |
| 5  | Germania (bandiera) | C     | Moritz Heyer       |
| 6  | Germania (bandiera) | A     | Toni Lindenhahn    |
| 7  | Germania (bandiera) | C     | Bentley Bahn       |
| 9  | Germania (bandiera) | A     | Pascal Sohm        |
| 10 | Germania (bandiera) | A     | Mathias Fetsch     |
| 11 | Germania (bandiera) | A     | Davud Tuma         |
| 15 | Germania (bandiera) | D     | Niclas Fiedler     |
| 17 | Germania (bandiera) | D     | Erik Henschel      |
| 19 | Germania (bandiera) | D     | Fynn Arkenberg     |

| N. |                     | Ruolo | Calciatore           |
| -- | ------------------- | ----- | -------------------- |
| 20 | Russia (bandiera)   | A     | Maximilian Pronichev |
| 21 | Germania (bandiera) | C     | Jan Washausen        |
| 22 | Germania (bandiera) | C     | Marvin Ajani         |
| 23 | Ghana (bandiera)    | A     | Braydon Manu         |
| 24 | Germania (bandiera) | C     | Julian Guttau        |
| 25 | Germania (bandiera) | C     | Björn Jopek          |
| 26 | Germania (bandiera) | D     | Sebastian Mai        |
| 28 | Svizzera (bandiera) | A     | Kilian Pagliuca      |
| 31 | Germania (bandiera) | D     | Niklas Landgraf      |
| 32 | Germania (bandiera) | P     | Tom Müller           |
| 36 | Germania (bandiera) | C     | Christian Tiffert    |

## Organigramma societario
Area tecnica
- Allenatore: Torsten Ziegner
- Allenatore in seconda: Michael Hiemisch
- Preparatore dei portieri:
- Preparatori atletici:

## Calciomercato

### Sessione estiva
| Acquisti | Acquisti        | Acquisti           | Acquisti |
| R.       | Nome            | da                 | Modalità |
| -------- | --------------- | ------------------ | -------- |
| A        | Kilian Pagliuca | Zurigo II          |          |
| D        | Fynn Arkenberg  | Hannover 96        |          |
| C        | Bentley Bahn    | Zwickau            |          |
| P        | Kai Eisele      | Hansa Rostock      |          |
| D        | Niclas Fiedler  | Carl Zeiss Jena II |          |
| D        | Erik Henschel   | E. Braunschweig II |          |
| C        | Moritz Heyer    | Sportfreunde Lotte |          |
| C        | Björn Jopek     | Kickers Würzburg   |          |
| D        | Sebastian Mai   | Preußen Münster    |          |
| A        | Pascal Sohm     | Sonnenhof G.       |          |
| A        | Davud Tuma      | Carl Zeiss Jena    |          |
| C        | Jan Washausen   | Zwickau            |          |
| P        | Marcel Zach     | Ingolstadt 04 II   |          |

| Cessioni | Cessioni                | Cessioni          | Cessioni |
| R.       | Nome                    | a                 | Modalità |
| -------- | ----------------------- | ----------------- | -------- |
| A        | Vincent Stenzel         | Carl Zeiss Jena   |          |
| A        | Petar Slišković         | Viktoria Berlino  |          |
| A        | Hilal El Helwe          | Apollōn Smyrnīs   |          |
| C        | Royal-Dominique Fennell | Aalen             |          |
| D        | Klaus Gjasula           | Paderborn         |          |
| D        | Stefan Kleineheismann   | Schweinfurt 05    |          |
| D        | Tobias Müller           | Magdeburgo        |          |
| P        | Michael Netolitzky      | Bayern Monaco II  |          |
| C        | Pascal Pannier          | Lokomotive Lipsia |          |
| C        | Benjamin Pintol         | Fortuna Colonia   |          |
| C        | Martin Röser            | Karlsruhe         |          |
| P        | Oliver Schnitzler       | Preußen Münster   |          |
| C        | Erik Zenga              | Sandhausen        |          |

### Sessione invernale
| Acquisti | Acquisti             | Acquisti       | Acquisti |
| R.       | Nome                 | da             | Modalità |
| -------- | -------------------- | -------------- | -------- |
| C        | Christian Tiffert    | Erzgebirge Aue |          |
| A        | Maximilian Pronichev | Erzgebirge Aue |          |

| Cessioni | Cessioni           | Cessioni              | Cessioni |
| R.       | Nome               | a                     | Modalità |
| -------- | ------------------ | --------------------- | -------- |
| D        | Hendrik Starostzik | Pacific               |          |
| C        | Daniel Bohl        | Energie Cottbus       |          |
| P        | Marcel Zach        | Pipinsried            |          |
| C        | Martin Ludwig      | Germania Halberstadt  |          |
| D        | Georg Böhme        | 1. FC Romonta Amsdorf |          |

## Risultati

### 3. Liga

#### Girone di andata
| Arbitro: | Cortus |

|                        |           |  |
| Könnecke 28’ Bonga 40’ | Marcatori |  |

| Arbitro: | Koslowski |

|          |           |                      |
| Sohm 90’ | Marcatori | 36’ Yeboah 70’ Scheu |

| Arbitro: | Reichel |

|  |           |                              |
|  | Marcatori | 15’ Fetsch 41’ Sohm 45’ Manu |

| Arbitro: | Aarnink |

|                         |           |  |
| Bahn 13’ (rig.) Mai 85’ | Marcatori |  |

| Arbitro: | Gasteier |

|  |           |         |
|  | Marcatori | 53’ Mai |

| Arbitro: | Gräfe |

|          |           |             |
| Manu 66’ | Marcatori | 57’ Álvarez |

| Arbitro: | Osmanagic |

|                       |           |          |
| Aigner 42’ Kefkir 78’ | Marcatori | 65’ Bahn |

| Arbitro: | Hussein |

|          |           |  |
| Ajani 2’ | Marcatori |  |

| Arbitro: | Brütting |

|            |           |                    |
| Zimmer 31’ | Marcatori | 14’ Bahn 19’ Jopek |

| Arbitro: | Stegemann |

|  |           |           |
|  | Marcatori | 3’ Soukou |

| Arbitro: | Müller |

|                             |           |  |
| Kyereh 17’ Brandstetter 89’ | Marcatori |  |

| Arbitro: | Fritsch |

|               |           |            |
| Washausen 56’ | Marcatori | 65’ Endres |

| Arbitro: | Schmidt |

|                  |           |                 |
| Ademi 21’ (rig.) | Marcatori | 17’, 55’ Fetsch |

| Arbitro: | Wollenweber |

|                    |           |                |
| Fetsch 13’ Mai 30’ | Marcatori | 90’ Proschwitz |

| Arbitro: | Zorn |

|                      |           |                 |
| Steinhart 66’ (rig.) | Marcatori | 41’ (rig.) Bahn |

| Arbitro: | Brütting |

|                      |           |  |
| Jopek 14’ Fetsch 70’ | Marcatori |  |

| Arbitro: | Schröder |

|                 |           |                      |
| Warschewski 78’ | Marcatori | 24’ Ajani 32’ Fetsch |

| Arbitro: | Gräfe |

|  |           |         |
|  | Marcatori | 3’ Sohm |

| Arbitro: | Weickenmeier |

|  |           |                                 |
|  | Marcatori | 20’ (rig.), 64’ Fink 86’ Pourié |

#### Girone di ritorno
| Arbitro: | Günsch |

|                  |           |  |
| Mai 30’ Sohm 69’ | Marcatori |  |

| Arbitro: | Reichel |

|  |           |          |
|  | Marcatori | 88’ Bahn |

| Halle 2 febbraio 2019, ore 14:00 CET 22ª giornata | Hallescher | 0 – 0 referto | Carl Zeiss Jena | Erdgas Sportpark (8 621 spett.)\| Arbitro: \| Jablonski \| |
| Arbitro:                                          | Jablonski  |               |                 |                                                            |

| Kaiserslautern 9 febbraio 2019, ore 14:00 CET 23ª giornata | Kaiserslautern | 0 – 0 referto | Hallescher | Fritz-Walter-Stadion (19 176 spett.)\| Arbitro: \| Kampka \| |
| Arbitro:                                                   | Kampka         |               |            |                                                              |

| Halle 16 febbraio 2019, ore 14:00 CET 24ª giornata | Hallescher | 0 – 0 referto | Sportfreunde Lotte | Erdgas Sportpark (6 037 spett.)\| Arbitro: \| Rohde \| |
| Arbitro:                                           | Rohde      |               |                    |                                                        |

| Arbitro: | Siewer |

|                         |           |  |
| Heider 17’ Amenyido 26’ | Marcatori |  |

| Arbitro: | Osmers |

|                                            |           |  |
| Bahn 8’ (rig.), 76’ (rig.) Fetsch 13’, 34’ | Marcatori |  |

| Arbitro: | Waschitzki-Günther |

|  |           |           |
|  | Marcatori | 45’ Ajani |

| Arbitro: | Gerach |

|                    |           |                                     |
| Sohm 12’ Heyer 42’ | Marcatori | 28’ Weidlich 50’ Mamba 90’ Matuwila |

| Arbitro: | Schmidt |

|           |           |          |
| Pepić 85’ | Marcatori | 6’ Heyer |

| Arbitro: | Heft |

|           |           |                                          |
| Heyer 53’ | Marcatori | 7’ Kuhn 23’ Shipnoski 52’, 90’ Schäffler |

| Unterhaching 30 marzo 2019, ore 14:00 CET 31ª giornata | Unterhaching | 0 – 0 referto | Hallescher | Sportpark Unterhaching (2 000 spett.)\| Arbitro: \| Lechner \| |
| Arbitro:                                               | Lechner      |               |            |                                                                |

| Arbitro: | Skorczyk |

|           |           |  |
| Jopek 20’ | Marcatori |  |

| Arbitro: | Haslberger |

|  |           |                       |
|  | Marcatori | 3’ Ajani 10’ Pagliuca |

| Arbitro: | Storks |

|                                |           |  |
| Pagliuca 18’ Mai 59’ Ajani 65’ | Marcatori |  |

| Arbitro: | Aarnink |

|             |           |         |
| Röttger 50’ | Marcatori | 21’ Mai |

| Arbitro: | Osmers |

|         |           |                                |
| Mai 64’ | Marcatori | 13’ Kobylański 32’ Klingenburg |

| Arbitro: | Dingert |

|                 |           |  |
| Bahn 30’ (rig.) | Marcatori |  |

| Arbitro: | Rafalski |

|                              |           |                                 |
| Fink 45’ (rig.) Wanitzek 88’ | Marcatori | 40’ Sohm 71’ Manu 80’ Pronichev |

## Statistiche

### Statistiche di squadra
| Competizione | Punti | In casa | In casa | In casa | In casa | In casa | In casa | In trasferta | In trasferta | In trasferta | In trasferta | In trasferta | In trasferta | Totale | Totale | Totale | Totale | Totale | Totale | DR  |
| Competizione | Punti | G       | V       | N       | P       | Gf      | Gs      | G            | V            | N            | P            | Gf           | Gs           | G      | V      | N      | P      | Gf     | Gs     | DR  |
| ------------ | ----- | ------- | ------- | ------- | ------- | ------- | ------- | ------------ | ------------ | ------------ | ------------ | ------------ | ------------ | ------ | ------ | ------ | ------ | ------ | ------ | --- |
| 3. Liga      | 66    | 19      | 9       | 4       | 6       | 25      | 18      | 19           | 10           | 5            | 4            | 22           | 16           | 38     | 19     | 9      | 10     | 47     | 34     | +13 |
| Totale       | 66    | 19      | 9       | 4       | 6       | 25      | 18      | 19           | 10           | 5            | 4            | 22           | 16           | 38     | 19     | 9      | 10     | 47     | 34     | +13 |

### Andamento in campionato
| Giornata  | 1  | 2  | 3  | 4 | 5 | 6 | 7 | 8 | 9 | 10 | 11 | 12 | 13 | 14 | 15 | 16 | 17 | 18 | 19 | 20 | 21 | 22 | 23 | 24 | 25 | 26 | 27 | 28 | 29 | 30 | 31 | 32 | 33 | 34 | 35 | 36 | 37 | 38 |
| --------- | -- | -- | -- | - | - | - | - | - | - | -- | -- | -- | -- | -- | -- | -- | -- | -- | -- | -- | -- | -- | -- | -- | -- | -- | -- | -- | -- | -- | -- | -- | -- | -- | -- | -- | -- | -- |
| Luogo     | T  | C  | T  | C | T | C | T | C | T | C  | T  | C  | T  | C  | T  | C  | T  | T  | C  | C  | T  | C  | T  | C  | T  | C  | T  | C  | T  | C  | T  | C  | T  | C  | T  | C  | C  | T  |
| Risultato | P  | P  | V  | V | V | N | P | V | V | P  | P  | N  | V  | V  | N  | V  | V  | V  | P  | V  | V  | N  | N  | N  | P  | V  | V  | P  | N  | P  | N  | V  | V  | V  | N  | P  | V  | V  |
| Posizione | 18 | 19 | 14 | 8 | 5 | 5 | 6 | 5 | 4 | 7  | 8  | 11 | 8  | 4  | 7  | 6  | 5  | 4  | 4  | 4  | 3  | 3  | 3  | 4  | 4  | 3  | 3  | 3  | 4  | 4  | 4  | 4  | 4  | 3  | 4  | 4  | 4  | 4  |

Legenda:

Luogo: C = Casa; T = Trasferta. Risultato: V = Vittoria; N = Pareggio; P = Sconfitta.

### Statistiche dei giocatori
| M. Ajani       | 36 | 5 | 7  | 0 |
| F. Arkenberg   | 17 | 0 | 2  | 0 |
| B. Bahn        | 37 | 8 | 9  | 0 |
| D. Bohl        | 0  | 0 | 0  | 0 |
| K. Eisele      | 38 | 0 | 2  | 0 |
| M. Fetsch      | 32 | 8 | 1  | 0 |
| N. Fiedler     | 8  | 0 | 1  | 0 |
| J. Guttau      | 19 | 0 | 0  | 1 |
| E. Henschel    | 1  | 0 | 0  | 0 |
| M. Heyer       | 36 | 3 | 11 | 0 |
| B. Jopek       | 33 | 3 | 7  | 0 |
| N. Kastenhofer | 7  | 0 | 1  | 0 |
| N. Landgraf    | 37 | 0 | 8  | 0 |
| T. Lindenhahn  | 31 | 0 | 5  | 2 |
| M. Ludwig      | 2  | 0 | 0  | 0 |
| S. Mai         | 25 | 7 | 10 | 0 |
| B. Manu        | 31 | 3 | 5  | 1 |
| T. Müller      | 0  | 0 | 0  | 0 |
| K. Pagliuca    | 21 | 2 | 2  | 0 |
| M. Pronichev   | 9  | 1 | 1  | 0 |
| T. Schilk      | 24 | 0 | 2  | 0 |
| P. Sohm        | 37 | 6 | 2  | 0 |
| C. Tiffert     | 3  | 0 | 2  | 0 |
| D. Tuma        | 15 | 0 | 0  | 0 |
| J. Washausen   | 31 | 1 | 8  | 0 |